# Ruth Leuwerik
Ruth Leuwerik (23 de abril de 1924-12 de enero de 2016) fue una actriz alemana. Fue una de las principales actrices cinematográficas  alemanas de los años 1950, y fue popular por su trabajo junto a Dieter Borsche.

## Biografía
Su verdadero nombre era Ruth Leeuwerik, y nació en Essen, Alemania, siendo sus padres el comerciante Julius Martin Leeuwerik y su esposa, Luise Sokolowski. En Münster estudió en la Höhere Töchterschule, trabajando después como taquígrafa mientras tomaba clases privadas de actuación.
Encontró sus primeras oportunidades teatrales en el Westfälisches Landestheater y en el Theater Münster. Desde 1947 a 1949 actuó en el Theater Bremen y en el Theater Lübeck, y entre 1949 y 1953 en el Deutsches Schauspielhaus de Hamburgo. En la temporada 1950/51 participó en la obra Intermezzo, de Jean Giraudoux, representada en el Teatro Hebbel de Berlín. En 1995 hizo su último papel sobre el escenario, el de Eurídice en la obra homónima de Jean Anouilh, llevada a escena en el Düsseldorfer Schauspielhaus.
Debutó en el cine en 1950 con la comedia Dreizehn unter einem Hut, en la cual actuó junto a Volker von Collande y Inge Landgut sustituyendo a una colega enferma. En el año 1951 dio voz a Maureen O'Hara en la película Jamaica Inn. Por mediación de una amiga conoció a Dieter Borsche, que la ayudó para interpretar su primer papel importante como compañera suya en la comedia de 1952 Vater braucht eine Frau. Gracias a su éxito en taquilla, la pareja rodó después Die große Versuchung, basada en un serial publicado en una revista alemana. Los dos actores volvieron a trabajar juntos en Königliche Hoheit y en Königin Luise, formando por ello una popular pareja cinematográfica, al estidlo de Sonja Ziemann/Rudolf Prack y Maria Schell/O. W. Fischer.
En el año 1953 Leuwerik actuó en cuatro películas. Además del melodrama Ein Herz spielt falsch, en el cual fue vista por vez primera con O. W. Fischer, tuvo el papel principal de la comedia Muß man sich gleich scheiden lassen?, actuó en Königliche Hoheit, adaptación de una novela de Thomas Mann, y trabajó en Geliebtes Leben, historia de una saga familiar. Por su actuación en esta película recibió el Filmband in Silber a la mejor actriz de los Deutscher Filmpreis. En esa etapa de su carrera participó en varias películas de época, entre ellas Ludwig II., con O. W. Fischer. También actuó en adaptaciones literarias como la de la novela de Theodor Fontane Effi Briest, que se tituló Rosen im Herbst, en la cual Leuwerik tenía el papel principal, o en la película Dorothea Angermann, adaptación de Gerhart Hauptmann en la cual era también protagonista.
La carrera de Ruth Leuwerik, que había perdido impulso a mediados de la década de 1950, se vio relanzada gracias al gran éxito de las películas Die Trapp-Familie y Die Trapp-Familie in Amerika, de Wolfgang Liebeneiner, acerca de la vida de Maria Augusta Trapp. También dirigida por Liebeneiner fue el film Taiga, en el cual encarnaba a una valiente doctora en un campo de prisioneros de guerra en Siberia. Parte de su popularidad pudo deberse a que solía encarnar a mujeres independientes y con éxito profesional e ideas propias sobre la vida, como fue el caso de otra película, Die ideale Frau (1959).
Sin embargo, a comienzos de los años 1960 su popularidad empezó a disminuir: el film Liebling der Götter, sobre la vida de la actriz Renate Müller, no tuvo los deseados resultados de taquilla. La película de Helmut Käutner Die Rote (1962), basada en una novela de Alfred Andersch, no inspiró ni a la crítica ni al público. Tras el remake de Das Haus in Montevideo, protagonizado por Heinz Rühmann en 1963, Leuwerik decidió retirarse varios años de la gran pantalla. Aun así, trabajó ocasionalmente en producciones televisivas, como en la serie de Franz Peter Wirth Die Buddenbrooks, en la cual encarnaba a Betsy Buddenbrook. A pesar de todo ello, en 1978 fue premiada con la Filmband in Gold en reconocimiento a su carrera cinematográfica.
Con motivo de su 80 cumpleaños en el año 2004, el Filmmuseum Berlin le dedicó una gran retrospectiva titulada Die ideale Frau – Ruth Leuwerik und das Kino der fünfziger Jahre.
En 1949 Ruth Leuwerik se casó con el actor Herbert Fleischmann, del cual se divorció el mismo año, y entre 1965 y 1967 estuvo casada con el cantante Dietrich Fischer-Dieskau. En 1919 se casó con el oftalmólogo Heinz Purper (1920–2016), con el cual vivió hasta el momento de su muerte, ocurrida el 12 de enero de 2016 en Múnich, Alemania, a los 91 años de edad. Además de la familia, participaron en el funeral celebrado en el templo evangelista Stephanuskirche de Múnich el actor Rolf Kuhsiek, el asesor cultural Hans-Georg Küppers y Thomas Goppel. Fue enterrada en el Cementerio Nymphenburger Friedhof, en Múnich.

## Filmografía
- 1950 : Dreizehn unter einem Hut
- 1952 : Vater braucht eine Frau
- 1952 : Die große Versuchung
- 1953 : Ein Herz spielt falsch
- 1953 : Muß man sich gleich scheiden lassen?
- 1953 : Geliebtes Leben
- 1953 : Königliche Hoheit
- 1954 : Bildnis einer Unbekannten
- 1955 : Ludwig II.
- 1955 : Geliebte Feindin
- 1955 : Rosen im Herbst
- 1956 : Die goldene Brücke
- 1956 : Die Trapp-Familie
- 1957 : Königin Luise
- 1957 : Auf Wiedersehen, Franziska!
- 1957 : Immer wenn der Tag beginnt
- 1958 : Taiga
- 1958 : Die Trapp-Familie in Amerika
- 1959 : Dorothea Angermann
- 1959 : Die ideale Frau
- 1959 : Ein Tag, der nie zu Ende geht
- 1960 : Auf Engel schießt man nicht
- 1960 : Liebling der Götter
- 1960 : Eine Frau fürs ganze Leben
- 1961 : Die Stunde, die du glücklich bist
- 1961 : Der Traum von Lieschen Müller
- 1962 : Die Rote
- 1963 : Elf Jahre und ein Tag
- 1963 : Das Haus in Montevideo
- 1963 : Ein Alibi zerbricht
- 1970 : Und Jimmy ging zum Regenbogen
- 1977 : Unordnung und frühes Leid

## Televisión
- 1955 : Was bin ich?  (serie TV), como invitada
- 1963 : Hedda Gabler (telefilm)
- 1965 : Ruth Leuwerik (documental)
- 1965 : Ninotschka (telefilm)
- 1969 : Stars in der Manege (serie documental), como ella misma en el episodio Mitwirkende im Zirkus Krone
- 1970 : Das weite Land (telefilm)
- 1974 : Der Kommissar (serie TV), episodio Der Segelbootmord
- 1976 : Dalli Dalli (show televisivo), como candidata
- 1976 : Meine beste Freundin (telefilm)
- 1978 : Derrick (serie TV), episodio Ein Hinterhalt
- 1979 : Die Buddenbrooks (serie TV)
- 1980 : Kaninchen im Hut und andere Geschichten mit Martin Held (telefilm)
- 1981 : Bitte umblättern (serie documental)
- 1983 : Derrick (serie TV), episodio Der Täter schickte Blumen
- 1997 : Denk ich an Deutschland – Das Wispern im Berg der Dinge (documental), como ella misma
- 2005 : Filmlegenden. Deutsch (documental), como ella misma
- 2008 : Heimat – Deine Filme: Der Traum vom Paradies (documental), como ella misma
- 2009 : Ruth Leuwerik erzählt (documental), como ella misma

## Premios y honores

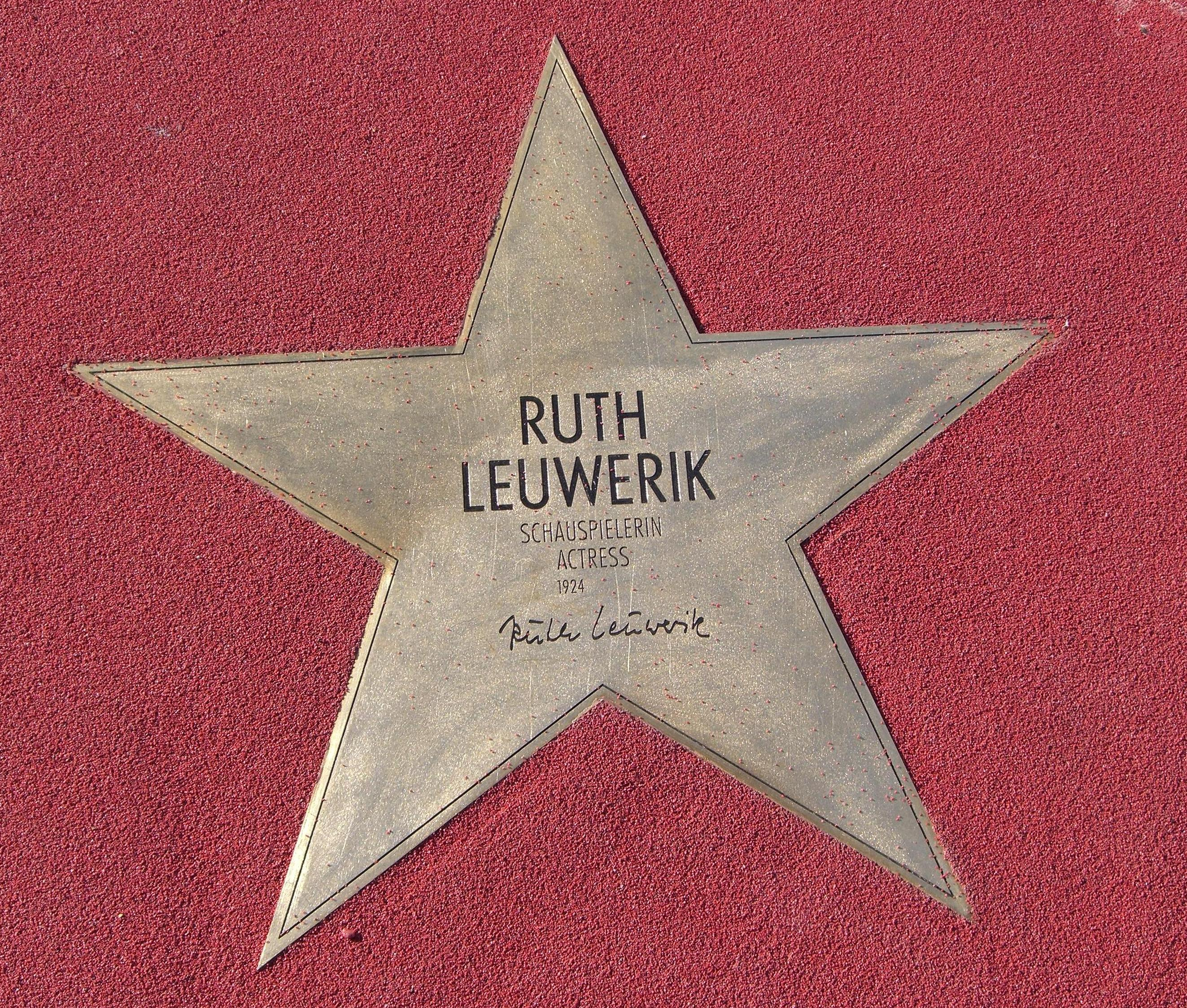
Estrella de Ruth Leuwerik en el Paseo de las Estrellas de Berlín

- 1953 : Premio Bambi – junto a Maria Schell
- 1954 : Filmband in Silber de los Deutscher Filmpreis a la mejor actriz por Geliebtes Leben
- 1956 : Miembro de la Academia de Artes Escénicas de Hamburgo
- 1958 : Premio Golden Gate en el Festival Internacional de Cine de San Francisco po Taiga
- 1958 : Premio concedido por el Bund der Vertriebenen por Taiga
- 1958 : Premio Bravo Otto en oro y bronce
- 1959 : Premio Bravo Otto en oro
- 1959–1962 : Premio Bambi
- 1960 : Premio Bravo Otto en plata
- 1961 : Premio Blue Ribbon por Die Trapp Familie
- 1961/1962 : Premio Bravo Otto en oro
- 1963 : Premio Bravo Otto en plata
- 1974 : Cruz del mérito de 1.ª clase de la Orden del Mérito de la República Federal de Alemania
- 1978 : Filmband in Gold por su trayectoria cinematográfica
- 1978 : Orden del Mérito de Baviera
- 1980 : Gran Cruz del Mérito de la República Federal de Alemania
- 1991 : Premios Bávaros del Cine
- 2000 : Premio DIVA – Deutscher Entertainment Preis
- 2004 : Medalla München leuchtet en oro
- 2010 : Estrella en el Paseo de la Fama de Berlín